# Olhar Digital
Olhar Digital（オラールジジタル）は、2005年2月20日から2013年1月27日にかけて、RedeTV!で放送されていたブラジルのテレビ番組。
取り扱う内容はテクノロジーに焦点を当てている。
現在、Olhar Digitalはブラジル最大の技術系コミュニケーションプラットフォームとなっている。
アレクサ・インターネットのランキングによると、ウェブサイトはブラジルにおいて287番目に多くアクセスされている。